# Estádio Décio Vitta
O Estádio Décio Vitta, também conhecido como Riobrancão, é um estádio brasileiro de futebol localizado na cidade de Americana, no estado de São Paulo. Foi inaugurado em 1977. A capacidade do Décio Vitta atualmente é de 16.300 espectadores.

## História[2]
Em 1954, o então Rio Branco Esporte Clube cedeu seu campo de futebol à Prefeitura Municipal de Americana, que construiu o Instituto de Educação Presidente Kennedy (Heitor Penteado). Em troca, o governo ofereceu dois novos terrenos ao clube: um na Vila São Domingos e outro na Vila Azenha. Naquele mesmo, o Tigre aceitou a área do São Domingos, de 50 mil metros quadrados, que foi doado por Antonio Zanaga, José Dante Zanaga e João Zanaga.
Em 1971, a construção do novo estádio começou, após o Rio Branco e a cidade de Americana entrarem em um acordo.
A construção terminou em 1977 e o estádio foi inaugurado oficialmente no dia 1º de maio daquele ano, com o nome de "Riobrancão". O jogo inaugural foi disputado entre o Americana EC e o EC Taubaté, com vitória do time americanense por 2 a 0. O primeiro gol do estádio foi marcado por Niltinho (Nilton Libardi) do clube de Americana.
Em 1981, o então presidente do Rio Branco, Délcio Dollo, propôs rebatizar o estádio com o nome Décio Vitta. Entretanto, isto aconteceu somente em 1986.
O maior público já registrado no estádio foi no dia 9 de março de 1993, quando 19.173 pessoas assistiram a vitória do Rio Branco sobre o São Paulo por 1 a 0.
A partir de 2009, o estádio passou por um regime de comodato com a Prefeitura Municipal de Americana, ou seja, o Rio Branco cedeu a administração do seu campo para o órgão público por 30 anos.[ligação inativa]
Em 2010, o Estádio passou por uma reforma considerável para se adequar às normas da Federação Paulista de Futebol.
Em 10 de outubro de 2016, o prefeito de Americana, Omar Najar, encaminhou a rescisão do contrato de comodato e a devolução do Décio Vitta ao Rio Branco. Oficialmente, o estádio deixou de ter a sua administração municipalizada em 1 de maio de 2017, voltando a ser uma praça de cunho integralmente particular.
O estádio já serviu de "casa" para o antigo Americana Esporte Clube (da inauguração até a incorporação com o Rio Branco em 1979) e para o Rio Branco Esporte Clube (de 1979 até os dias atuais).

## Fichas técnicas de jogos importantes
O primeiro jogo oficial do estádio Décio Vitta
Americana EC 2x0 Taubaté - Campeonato Paulista da Segunda Divisão de 1977
Data: 01/05/1977 - à tarde
Placar do 1º tempo: Americana EC 1x0 Taubaté
Placar final: Americana EC 2x0 Taubaté
Árbitro: Rubens Paulis
Auxiliares: João Adolfo Funes e Edgar Lemos Dias
Público: 10 mil pessoas aproximadamente
Americana EC: Carlinhos; Carioca, Adalberto, Coutinho e Ferreira; Sérgio, Paulinho e Niltinho; Vande, Nelsinho e Ligão. Técnico: Foguinho. 
Taubaté: Marco Antônio; Banha, Jair, Célio e Alves; Milton, Toninho e Jovelino; Tatau, Madeira e Everaldo. 
Gols:
AEC - Niltinho 35' 1ºT
AEC - Sérgio 44' 2ºT
O primeiro jogo do Rio Branco no estádio Décio Vitta
Rio Branco 0x1 Noroeste - Amistoso oficial
Data: 13/05/1979 - 15h30
Placar do 1º tempo: Rio Branco 0x0 Noroeste
Placar final: Rio Branco 0x1 Noroeste
Árbitro: Antônio Pádua Salles
Assistentes: Antonio Barochella e Antonio Luzio
Público: 13 mil pessoas (estimativa)
Renda: Cr$ 147.000,00
Rio Branco: Toni; Reginaldo, Carlos, Lineu e Lázaro; Guaçu, Luiz Antonio (Cacalo) e Gustavo; Cuca (Eron), Dudu e Chiquinho (Celso). Técnico: Boca.
Noroeste: Luiz Carlos; Nilson, Dedê, Mauricio e Edwaldo; Jorge Fernandes, Carlos Roberto (Mardoni) e Wallace (João Carlos); Lela, Rangel e Jorge Maravilha.
Gol:
NOR - Mardoni 15' 2ºT
O jogo de maior público (oficialmente) do estádio Décio Vitta
Rio Branco 1x0 São Paulo - Campeonato Paulista da 1.ª Divisão
Data: 09/03/1993 - à noite
Placar do 1º tempo: Rio Branco 0x0 São Paulo
Placar final: Rio Branco 1x0 São Paulo
Árbitro: Oscar Roberto Godoi
Público: 19.244 pagantes
Renda: Cr$ 826.150.000,00
Rio Branco: Hugo; Marquinhos, Camilo, Heraldo e Carlinhos Capixaba; Flávio Conceição, Edmar e Gerson; Gilson Batata (Sidnei), Mazinho Loyola e Aritana (Gilson). Técnico: Cassiá.
São Paulo: Zetti; Vitor, Válber, Ronaldão (Gilmar) e André Luiz; Pintado, Dinho e Raí; Müller, Cafu e Elivélton (Macedo). Técnico: Telê Santana.
Gol:
RBO - Edmar 29' 2ºT
O jogo de maior público (extra-oficial) do estádio Décio Vitta
Rio Branco 6x0 Primavera de Indaiatuba - Campeonato Paulista da 2ª Divisão
Data: 12/10/1982 - à tarde
Placar do 1º tempo: Rio Branco 3x0 Primavera
Placar final: Rio Branco 6x0 Primavera
Árbitro: Dulcídio Vanderlei Boschilia
Público: 25 mil pessoas aproximadamente (o jogo foi realizado com os portões abertos ao torcedor, ou seja, sem cobrança de ingresso - a estimativa de público é da Polícia Militar)
Rio Branco: Zé Luiz; Paulinho, Tutu, Jorginho e Dodô; Sony, Rogério e Baitaca (Toquinho); Jorge Cruz (Jairo), Paulo Cardoso e Bispo. Técnico: Afrânio Riul.
Primavera: Elison; Wilson, Zé Maria, Teteu e Paulo Roberto; Ercides, Júlio César e Lincoln; Ivan, Soares e Adval. Técnico: Adailton Ladeira.
Gols:
RBO - Paulo Cardoso 18' 1ºT
RBO - Bispo 35' 1ºT
RBO - Paulo Cardoso 42' 1ºT
RBO - Rogério 14' 2ºT
RBO - Jairo 38' 2ºT
RBO - Jairo 43' 2ºT
O jogo do primeiro título do Rio Branco no estádio Décio Vitta
Rio Branco 2x0 Grêmio Osasco - Campeonato Paulista da Série A-3
Data: 20/05/2012 - de manhã
Placar do 1º tempo: Rio Branco 2x0 Grêmio Osasco
Placar final: Rio Branco 2x0 Grêmio Osasco
Árbitro: Leandro Bizzio Marinho
Público: 5.106 pagantes
Renda: R$ 43.800,00
Rio Branco: Éder; Oliveira, Bernardi (Júlio César), Marcus Vinícius e Esquerdinha; Deda, Rafael Jataí, Rodrigo Celeste e Rafael Chorão; Marcos Denner (Fábio Júnior) e Túlio Renan (Cecel). Técnico: Luisinho Quintanilha.
Grêmio Osasco: Yamada; Deivid, Bruno Leandro, Bruno Alves (Lucas) e Iran (Luciano); Arthur, Mineiro, Rogério e Michel; Dedé e Celsinho (Caju). Técnico: Toninho Moura.
Gols:
RBO - Túlio Renan 13' 1ºT
RBO - Télio Renan 22' 1ºT